# Jakub Noha
Jakub Noha (* 1. září 1950 v Praze) je český folkový písničkář, kytarista, textař a básník, syn spisovatele Jana Nohy.

## Životopis
V dětském věku se učil hrát na housle a na kytaru. Po studiu na střední škole vystudoval v roce 1975 Vysokou školu ekonomickou. V době studií byl zpěvákem ve Vysokoškolském uměleckém souboru univerzity Karlovy, po studiích během základní vojenské služby zpíval v Armádním uměleckém souboru Víta Nejedlého v Praze.
S vlastním písničkovým repertoárem vystupuje již od poloviny 70. let 20. století. Do začátku 80. let vystupoval společně s Oldřichem Janotou, roce 1980 založil spolu s Jiřím Kohoutkem a Vlastimilem Markem hudební sdružení NA PRAHU. Zároveň s tím vznikl i stejnojmenný hudební pořad tematicky věnovaný Praze. V roce 1982 pak vznikl kratší protiválečný pořad Ptáci a ryby. V roce 1983 Supraphon vydal skupině první singl, ve stejném roce se ale skupina rozpadla. V roce 1990 založil nové hudební uskupení spolu se Slávkem Formanem a Jaroslavem Kovářem, i tento soubor se brzy rozpadl.
V roce 1992 vzniklo hudební uskupení Jakub Noha band. První sestava, plně využívající lahodně znějícího dvojhlasu Jakuba s bratrem Janem Nohou (bicí + zpěv), doplněná o baskytaru Jana Volného, nahrála písničková alba Kde je ten ráj, Tady někde a především monotematické konceptuální album Na Prahu (ozvláštněné houslemi Jana Hrubého). Počátkem tisíciletí se tato sestava rozpadla, v současném Noha Bandu Jakuba doprovázejí kytarista Petr Bublák, bubeník (a syn) Vojtěch Noha a baskytarista libereckého Jarretu Marek Štulír. Jestliže zvuk prvního Noha Bandu se dal přirovnat k Beatles (které také s oblibou hrával) nebo kalifornským folkrockovým kapelám, druhá inkarnace evokuje spíše špinavý zvuk Youngových Crazy Horse. Vlastní tvorba tohoto hudebního uskupení se pohybuje na pomezí folku, blues a rocku.

## Diskografie

### Gramofonové desky
- SP Připomínáš déšť / Už musím jít – Supraphon 1982
- SP Jakub Noha – Panton 1988
- LP Popelka jde na ples – MUA-Brno 1991
- LP Kde je ten ráj... – Monitor-EMI 1993

### MG
- Kde je ten ráj – Monitor records FT 1993
- Tady někde – Indies 1995

### CD
- Kde je ten ráj... Monitor-EMI 1993
- Tady někde - Indies 1995
- NA PRAHU – Indies 1997
- Ryba nebo pták (nebo jiné zvíře) – Indies 2003
- Poztrácené nitě – Pavian records 2012
- Kde je ten ráj... – 2017
- Popelka jde na ples – 2017
- Vykopávky, domácí rarity – 2017
- Lovec chvil – 2021

## Knihy
- Jakub Noha: Skládám si obrázek (vydalo nakladatelství Mladá fronta v roce 2004, ISBN 80-204-1070-8, EAN 9788020410702)